# Danh sách nhà thơ tiếng Belarus
 Sau đây là danh sách các nhà thơ có các tác phẩm viết bằng tiếng Belarus.
Đây là một danh sách chưa hoàn tất, và có thể sẽ không bao giờ thỏa mãn yêu cầu hoàn tất. Bạn có thể đóng góp bằng cách mở rộng nó bằng các thông tin đáng tin cậy.
- Maksim Bahdanovič
- Zmitrok Biadula (tên thật là Shmuel Plavnik)
- Kastuś Kalinoŭski
- Hienadz Kliauko
- Jakub Kołas (tên thật là Kanstancy Mickievič)
- Janka Kupała (tên thật là Ivan Łucevič)
- Vintsent Dunin-Martsinkyevich
- Valzhyna Mort
- Ales Prudnikau (tên thật là Alyaksandr Prudnikau)
- Pavel Prudnikau
- Maksim Tank